# Eulachnus tuberculostemmatus
Eulachnus tuberculostemmatus är en insektsart som först beskrevs av Theobald 1915.  Eulachnus tuberculostemmatus ingår i släktet Eulachnus och familjen långrörsbladlöss.

## Underarter
Arten delas in i följande underarter:
- E. t. tuberculostemmatus
- E. t. garganicus